# International Harvester Metro Van
El International Metro Van, fabricado por International Harvester, es una camioneta de reparto, uno de los primeros vehículos con cabina adelantada producidos en masa. Se utilizó frecuentemente para la entrega de leche o de panadería, así como para servicios de ambulancia, oficinas móviles y como camionetas equipadas con emisoras de radio. Normalmente, eran furgones con una capacidad de carga de 1/2, 3/4 o 1 tonelada, que permitían al conductor estar de pie o sentado mientras conducía el vehículo.
Las variantes incluyeron un minibús denominado Metro Coach, un chasis de cabina parcial Metro con la sección frontal (para su personalización por parte del usuario final) y un camión de cabina adelantada. La disposición pickup podía configurarse con una caja o contenedor separado para el transporte de carga o dejarse abierta para instalar otro equipo, como un compactador para un camión de recogida de basura.

## Historia
El International Harvester Metro Van se produjo en los Estados Unidos desde 1938 hasta 1975 y se vendió internacionalmente. El sistema de propulsión estaba basado originalmente en los camiones de la serie D de 1937-40. Uno de los primeros modelos construidos fue vendido al ejército checoslovaco, siendo destruido por el ejército alemán durante la Segunda Guerra Mundial.
A diferencia de sus camiones y otros vehículos, las carrocerías del Metro fueron construidas por la Metropolitan Body Company, localizada en la Grand Street de Bridgeport, una compañía que International Harvester compraría más adelante en 1948. El ensamblaje final se realizó en una de las plantas de fabricación de International Harvester. Raymond Loewy, famoso estilista de Studebaker y autor de la modernización de la imagen de marca de Coca-Cola, se encargó de diseñar la carrocería del Metro, uno de los distintos trabajos en los que Loewy participó o creó directamente durante su asociación con International Harvester.
El diseño general de las camionetas Metro se mantuvo básicamente sin cambios desde 1938 hasta 1964, cuando el equipo de diseño interno de la factoría de Metro de Chicago acometió su rediseño para que fueran competitivas con las camionetas de Boyertown y de Hackney. Las uniones se hicieron más angulosas y se agregó una tapa de apertura para facilitar el acceso al refrigerante y a la varilla de medición de aceite. También se ofreció un motor de ocho cilindros.
En la década de 1950, International Harvester comenzó a producir variaciones como las camionetas "Metro-Lite" y "Metro-Multi-Stop". En 1959, se introdujo la "Metro Mite", basada en el tren de transmisión del modelo Scout. En 1960, la Metropolitan Body Company construyó la "Bookmobile" sobre un chasis IHC. En 1972, todas las Metro Van de IHC se suministraban como chasis desnudos sobre los que otros fabricantes podían construir sus propios diseños. Después de 1975, se suspendió su producción junto con la de todos los demás camiones ligeros, excepto el Scout, que se fabricó por última vez en 1980.
El Metro Van fue reeditado por Navistar en 2000, como un camión de reparto de tamaño mediano. Aparte del nombre del modelo, no está relacionado con la línea de la camioneta Metro original.
En 2005, Navistar compró el Grupo Workhorse, un fabricante de chasis de camionetas y autocaravanas, aparentemente para volver a introducirse en el mercado de las camionetas de reparto. Durante un breve período de tiempo, Workhorse ofreció un producto de chasis y carrocería integrado, similar en disposición a la camioneta International Harvester original, llamado MetroStar. En septiembre de 2012, Navistar anunció el cese de la fabricación del Workhorse y el cierre de la planta en Union City, Indiana.

## Metropolitan Body Company

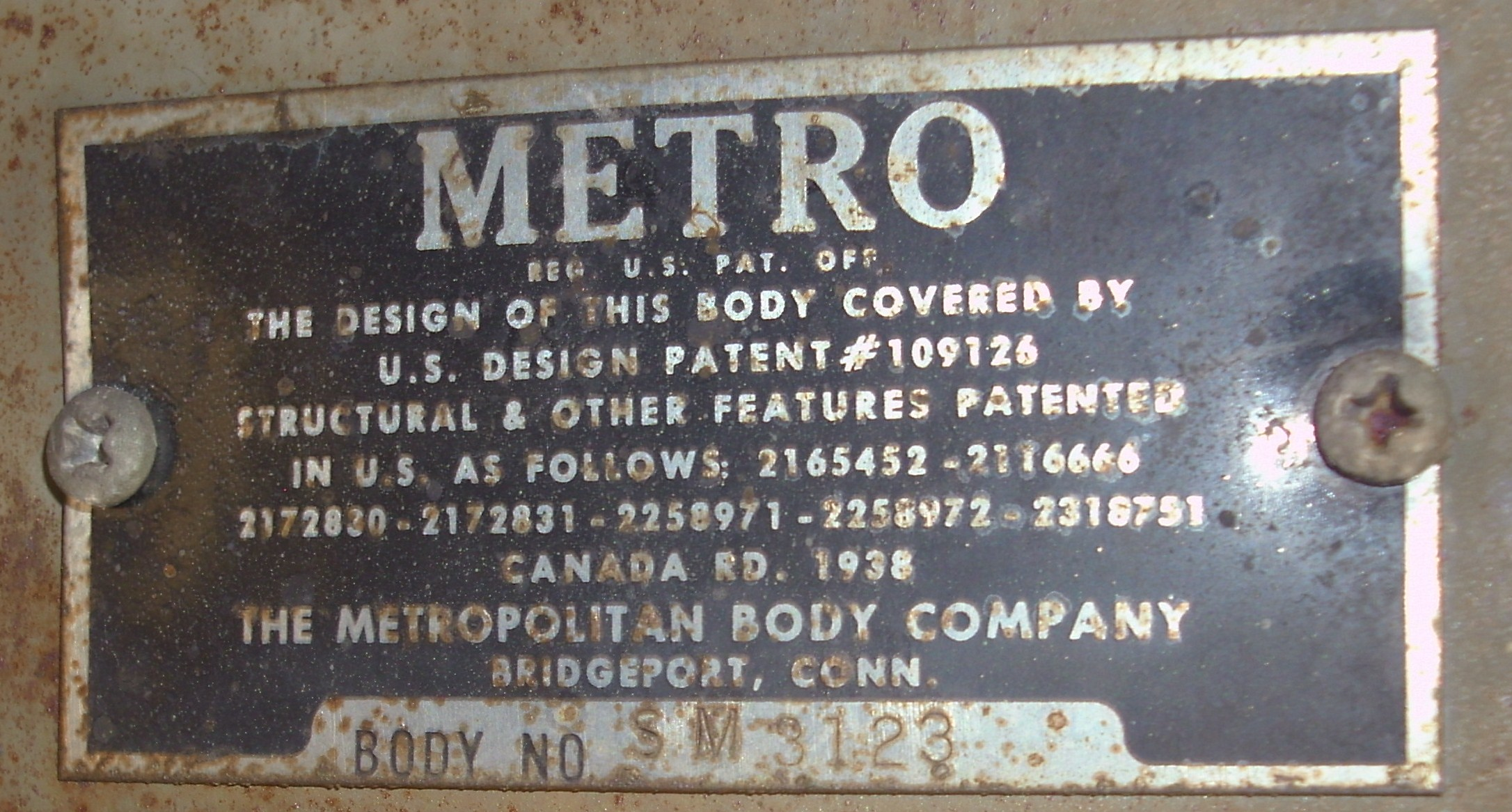
Placa del fabricante Metropolitan Body Co., ubicada junto a la placa de construcción de IHC sobre la ventana delantera del lado del pasajero

Con la introducción de la carrocería del Metro Van en 1937, se abrió una nueva planta de fabricación en el 151 de Kossuth Street, en la ciudad de Bridgeport. Todas las carrocerías de Metro Van hasta su cierre a principios de 1968 se construyeron en las instalaciones de Kossuth Street. Las carrocerías de Metro Van se vendieron para todas las principales plataformas de construcción de camiones hasta 1947, cuando comenzó a producir exclusivamente para International Harvester, y volvió a la producción comercial tras dedicarse a construir torretas de armas y blindajes para el esfuerzo bélico de la Segunda Guerra Mundial. MBC se convirtió en una subsidiaria de propiedad total de International Harvester en enero de 1948.
A finales de la década de 1930, MBC se convirtió en un constructor pionero en el desarrollo de carrocerías de reparto con la cabina sobre el motor (COE). MBC tenía una extensa línea protegida mediante patentes de cabinas, cajas de carga y carrocerías de servicios públicos con aspectos funcionales únicos que probablemente contribuyeron a la posición de International Harvester Company como líder innovador y de mercado en la industria de camiones comerciales en la segunda mitad del siglo XX.

## Diseño original de Loewy

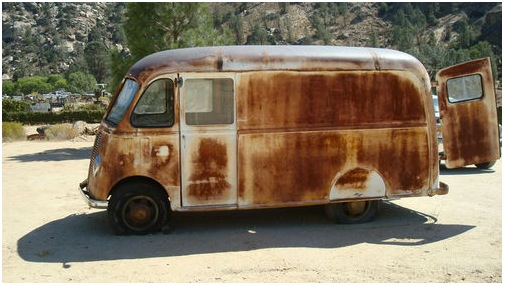
Vista del lado del conductor

El modelo inicial de la serie Metro fue la versión que más se adhirió al diseño original de Loewy. Conocidas como la serie "D" o "D-M", estas camionetas tenían varias características únicas que luego se descartaron por razones aún desconocidas. Algunas de estas características incluían faros en forma de lágrima (similares a los que se encuentran en los cupés y sedanes Ford de 1937 y 1938), faldones de guardabarros traseros con insignias "Metro" estilo art déco, emblema de parrilla IHC de "triple diamante" y una línea aerodinámica. Además, la configuración de la parte delantera carecía del diseño más anguloso de versiones de la camioneta Metro posteriores. Este diseño original de vehículo de carretera a veces se conoce como el "escarabajo gigante", que es consistente con las influencias egipcias del movimiento art déco. Una revisión de los otros diseños de Loewy para artículos como automóviles aerodinámicos muestra su interés en los contornos "fluidos" que engañan al viento.

Ejemplo sin restaurar de una Metro con el diseño original de Loewy
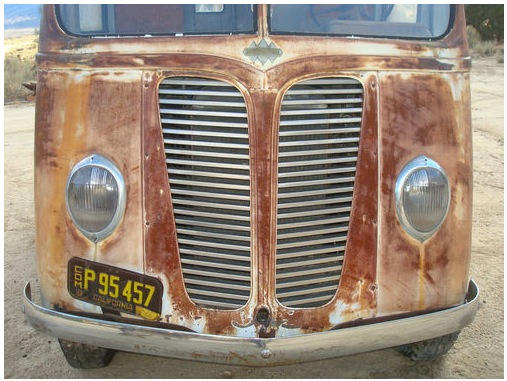
Parte delantera con parrilla, emblema y faros en forma de lágrima
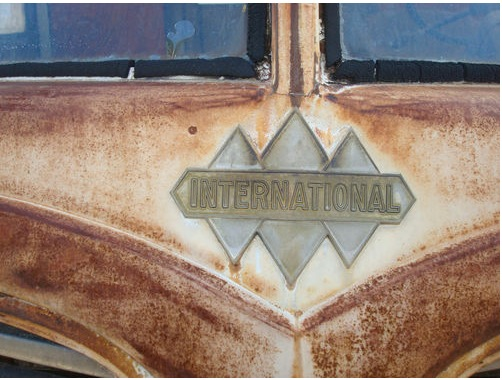
Emblema frontal de triple diamante
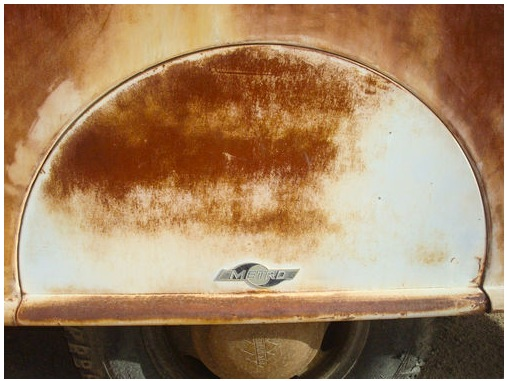
Faldón lateral de la rueda trasera con emblema de estilo art decó exclusivo de esta serie

## Series de modelos

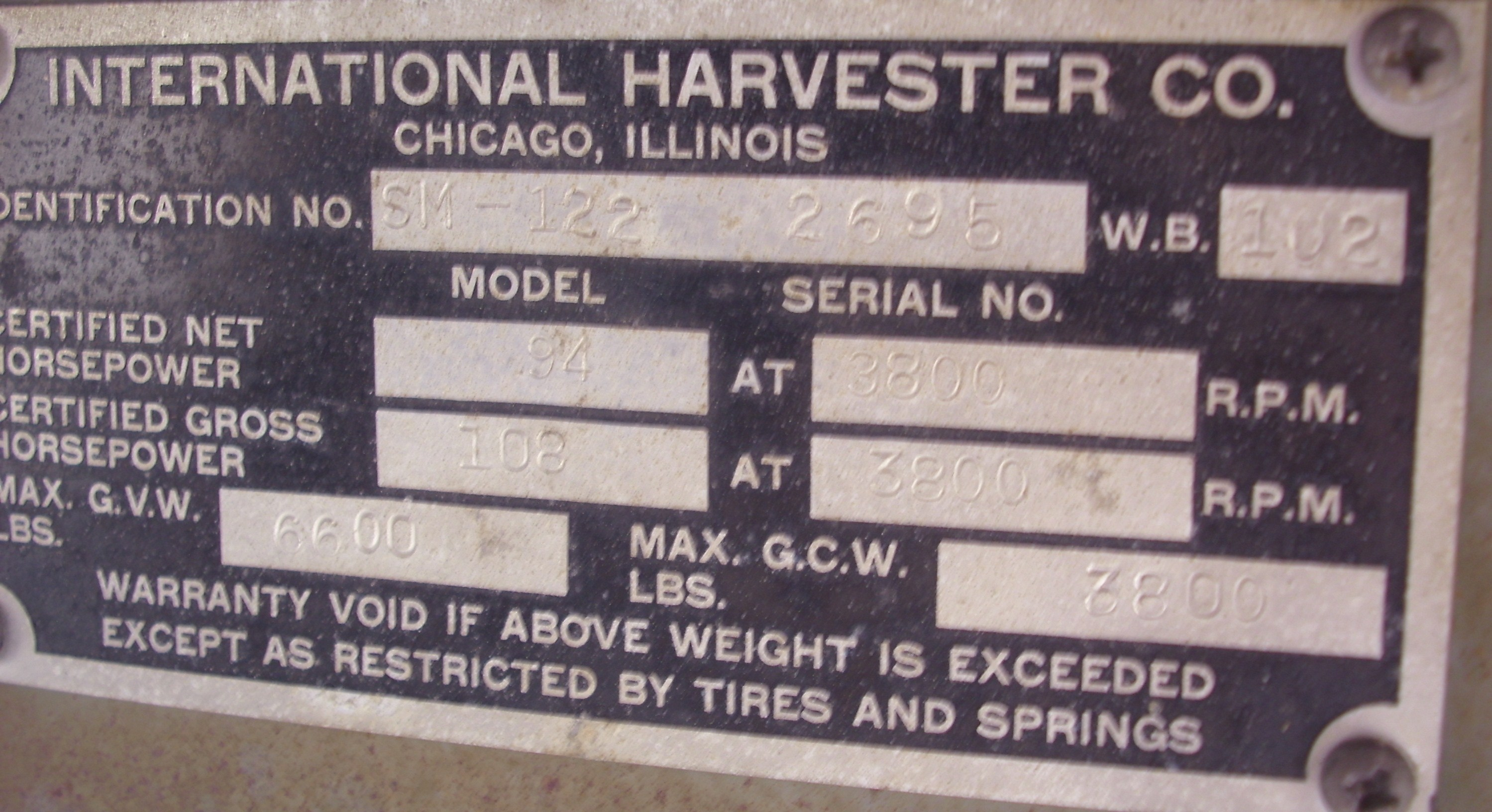
Placa de construcción IHC Metro, ubicada sobre la ventana delantera del lado del pasajero

El sistema de propulsión de las furgonetas Metro estaba basado en un camión de la serie equivalente de International de carga media o ligera. Por ejemplo, una camioneta Metro LM-120 de 1/2 tonelada (5400 lb de capacidad de peso o GVWR) con una carrocería de 7 3/4 o 9 1/2 pies, disponía del motor IH (SD-220), la transmisión, el diferencial, las ruedas (aunque con diferentes patrones de pernos) y el sistema de frenado de la camioneta pickup L-120.
Con la introducción de cada nueva serie de camiones, se incluyeron camionetas Metro actualizadas como parte de la línea comercial.
Las designaciones de modelos de Metro pueden ser difíciles de decodificar, considerando que los vehículos configurados de manera diferente podían tener el mismo número de modelo. Por ejemplo, en referencia a la LM-120 mencionada anteriormente, estaba disponible en varias distancias entre ejes y longitudes de carrocería diferentes, pero su GVWR (5,400 lbs) seguía siendo el mismo. Cada serie tenía modelos y configuraciones únicas que podían tener características o funciones comunes en toda la serie.
Los números de modelo generalmente se codificaban en el número de chasis junto con el número de serie del chasis (también conocido como "número de construcción", es decir, su orden en la secuencia de producción) y cualquier otro código de identificación especial.
El número de sufijo (es decir, "120" de "LM-120") se referiría normalmente a la clase de peso (GVWR) del vehículo. A medida que aumentaba el número de sufijo, también lo hacía la capacidad de carga designada. En algunos casos, este número también se utilizó para designar la capacidad de peso de un determinado modelo de vehículo con características o funciones particulares.

## Galería

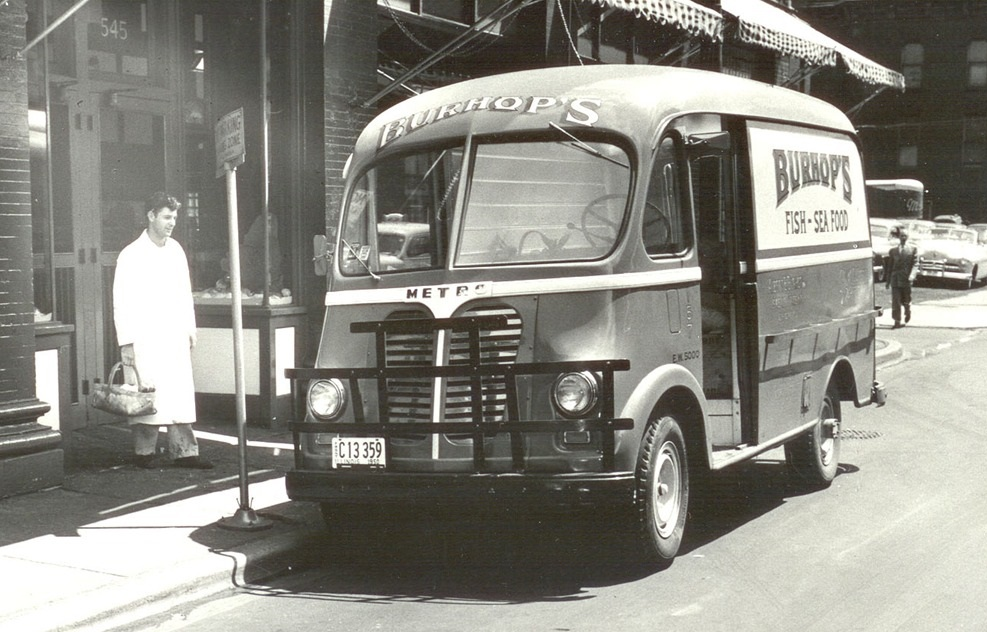
Metro Van serie LM de 1950
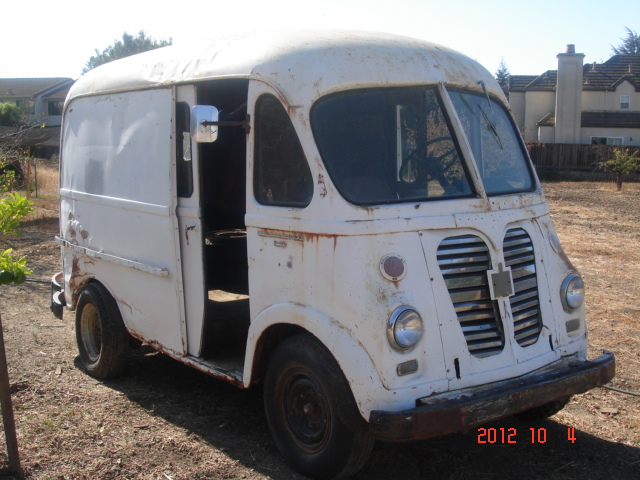
Furgoneta Metro serie S de 1957 sin restaurar, carrocería de 7 1/2 pies (corta)
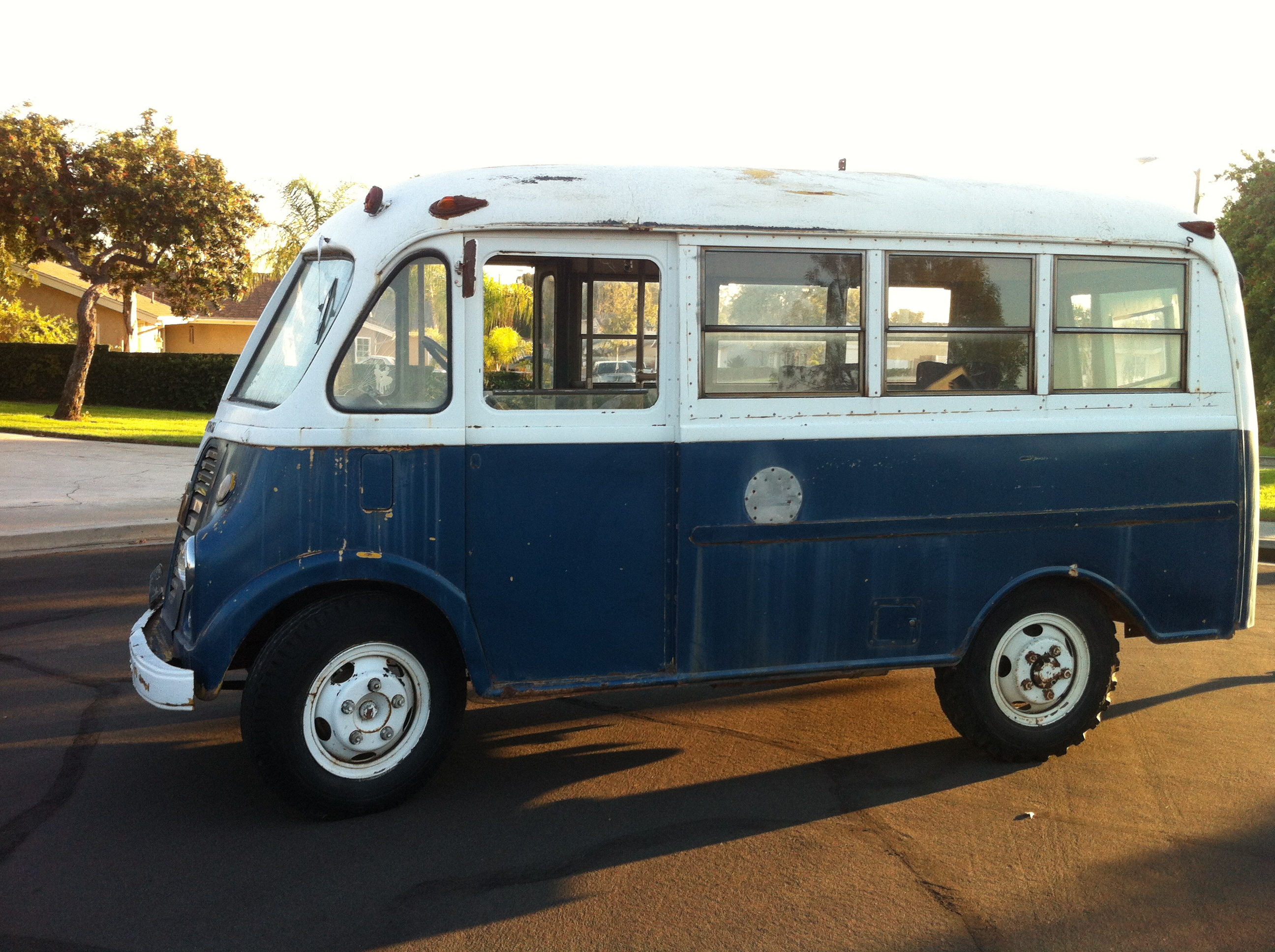
Autobús Metro serie A original 1960-62
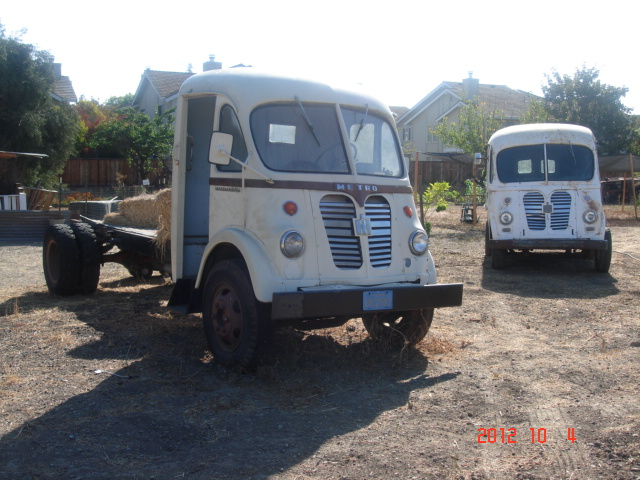
Camión sin restaurar (izquierda) de la serie A de 1961, y furgoneta de la serie S de 1957 (derecha)

## Variantes
| LM (L Series Metro)          | LM (L Series Metro)                            | LM (L Series Metro)                            |
| Datos generales              | Datos generales                                | Datos generales                                |
| ---------------------------- | ---------------------------------------------- | ---------------------------------------------- |
| Otros nombres                | LM-120, LM-121, LM-122, LM-150, LM-151, LM-152 | LM-120, LM-121, LM-122, LM-150, LM-151, LM-152 |
| Fabricante                   | International Harvester                        | International Harvester                        |
| Diseñador                    | Raymond Loewy                                  | Raymond Loewy                                  |
| Período                      | 1950-1952                                      | 1950-1952                                      |
| Configuración                |                                                |                                                |
| Tipo                         | Van                                            | Van                                            |
| Carrocerías                  | MPV                                            | MPV                                            |
| Configuración                | Tracción trasera COE                           | Tracción trasera COE                           |
| Planta motriz                |                                                |                                                |
| Motor                        | 6 cilindros en línea                           | 6 cilindros en línea                           |
| Mecánica                     |                                                |                                                |
| Transmisión                  | Manual                                         | Manual                                         |
| Otros modelos                |                                                |                                                |
| Relacionado                  | IH L-series                                    | IH L-series                                    |
| Predecesor                   | KM/KBM series                                  | KM/KBM series                                  |
| Sucesor                      | RM series                                      | RM series                                      |
| [ editar datos en Wikidata ] |                                                |                                                |

| RM (R Series Metro)          | RM (R Series Metro)     | RM (R Series Metro)     |
| Datos generales              | Datos generales         | Datos generales         |
| ---------------------------- | ----------------------- | ----------------------- |
| Fabricante                   | International Harvester | International Harvester |
| Diseñador                    | Raymond Loewy           | Raymond Loewy           |
| Período                      | 1953-1955               | 1953-1955               |
| Configuración                |                         |                         |
| Tipo                         | Van                     | Van                     |
| Carrocerías                  | MPV                     | MPV                     |
| Configuración                | Tracción trasera COE    | Tracción trasera COE    |
| Planta motriz                |                         |                         |
| Motor                        | 6 cilindros en línea    | 6 cilindros en línea    |
| Mecánica                     |                         |                         |
| Transmisión                  | Manual                  | Manual                  |
| Otros modelos                |                         |                         |
| Relacionado                  | IH R-series             | IH R-series             |
| [ editar datos en Wikidata ] |                         |                         |

| SM (S Series Metro)          | SM (S Series Metro)     | SM (S Series Metro)     |
| Datos generales              | Datos generales         | Datos generales         |
| ---------------------------- | ----------------------- | ----------------------- |
| Fabricante                   | International Harvester | International Harvester |
| Diseñador                    | Raymond Loewy           | Raymond Loewy           |
| Configuración                |                         |                         |
| Tipo                         | Van                     | Van                     |
| Carrocerías                  | MPV                     | MPV                     |
| Configuración                | Tracción trasera COE    | Tracción trasera COE    |
| Planta motriz                |                         |                         |
| Motor                        | 6 cilindros en línea    | 6 cilindros en línea    |
| Mecánica                     |                         |                         |
| Transmisión                  | Manual                  | Manual                  |
| Otros modelos                |                         |                         |
| Relacionado                  | IH S-series             | IH S-series             |
| [ editar datos en Wikidata ] |                         |                         |

| KM/KBM (K Series Metro)      | KM/KBM (K Series Metro)                         | KM/KBM (K Series Metro)                         |
| Datos generales              | Datos generales                                 | Datos generales                                 |
| ---------------------------- | ----------------------------------------------- | ----------------------------------------------- |
| Fabricante                   | Metropolitan Body Co. & International Harvester | Metropolitan Body Co. & International Harvester |
| Diseñador                    | Raymond Loewy                                   | Raymond Loewy                                   |
| Configuración                |                                                 |                                                 |
| Tipo                         | Van                                             | Van                                             |
| Carrocerías                  | MPV                                             | MPV                                             |
| Configuración                | Tracción trasera COE                            | Tracción trasera COE                            |
| Planta motriz                |                                                 |                                                 |
| Motor                        | 6 cilindros en línea                            | 6 cilindros en línea                            |
| Mecánica                     |                                                 |                                                 |
| Transmisión                  | Manual                                          | Manual                                          |
| Otros modelos                |                                                 |                                                 |
| Relacionado                  | IH K/KB-series                                  | IH K/KB-series                                  |
| Sucesor                      | LM Series                                       | LM Series                                       |
| [ editar datos en Wikidata ] |                                                 |                                                 |

| AM (A Series Metro), Metro • Walk-In Cab | AM (A Series Metro), Metro • Walk-In Cab                | AM (A Series Metro), Metro • Walk-In Cab                |
| Datos generales                          | Datos generales                                         | Datos generales                                         |
| ---------------------------------------- | ------------------------------------------------------- | ------------------------------------------------------- |
| Otros nombres                            | AM-80, AM-120, AM-130, AM-150, AMC-150, AM-160, AMC-160 | AM-80, AM-120, AM-130, AM-150, AMC-150, AM-160, AMC-160 |
| Fabricante                               | International Harvester                                 | International Harvester                                 |
| Período                                  | 1959-1961                                               | 1959-1961                                               |
| Otros modelos                            |                                                         |                                                         |
| Relacionado                              | IH A-series                                             | IH A-series                                             |
| [ editar datos en Wikidata ]             |                                                         |                                                         |

| BM/CM-Series                 | BM/CM-Series            | BM/CM-Series            |
| Datos generales              | Datos generales         | Datos generales         |
| ---------------------------- | ----------------------- | ----------------------- |
| Fabricante                   | International Harvester | International Harvester |
| Período                      | 1962-1972               | 1962-1972               |
| Configuración                |                         |                         |
| Carrocerías                  | Box, new design         | Box, new design         |
| [ editar datos en Wikidata ] |                         |                         |

## Lecturas relacionadas
- Crismon, Fred W. (2001). International Trucks: 100 Years 1907-2007. Crestline. ISBN 978-0970056726.
- Foster, Patrick (2015). International Harvester Trucks, The Complete History. Motorbooks. ISBN 978-0-7603-4860-4.